# Arto Tolsa Areena
Die Arto Tolsa Areena ist ein Fußballstadion in der finnischen Stadt Kotka. Es wurde für das Fußballturnier der Olympischen Sommerspiele 1952 in Helsinki gebaut, jetzt dient es hauptsächlich als Spielstätte des FC KTP Kotka.
Bis zur Renovierung 2006 hieß das Stadion "Urheilukeskus" (deutsch Sportzentrum), nun ist es nach dem dreifachen finnischen Fußballer des Jahres, Arto Tolsa benannt.
Die vollständig überdachte Haupttribüne bietet Platz für 2500 Zuschauer. Die Fans des FC KTP sind dafür bekannt, besonders laut und fanatisch zu sein und somit eine spezielle Atmosphäre zu erzeugen.